# Malmskillnadsbron

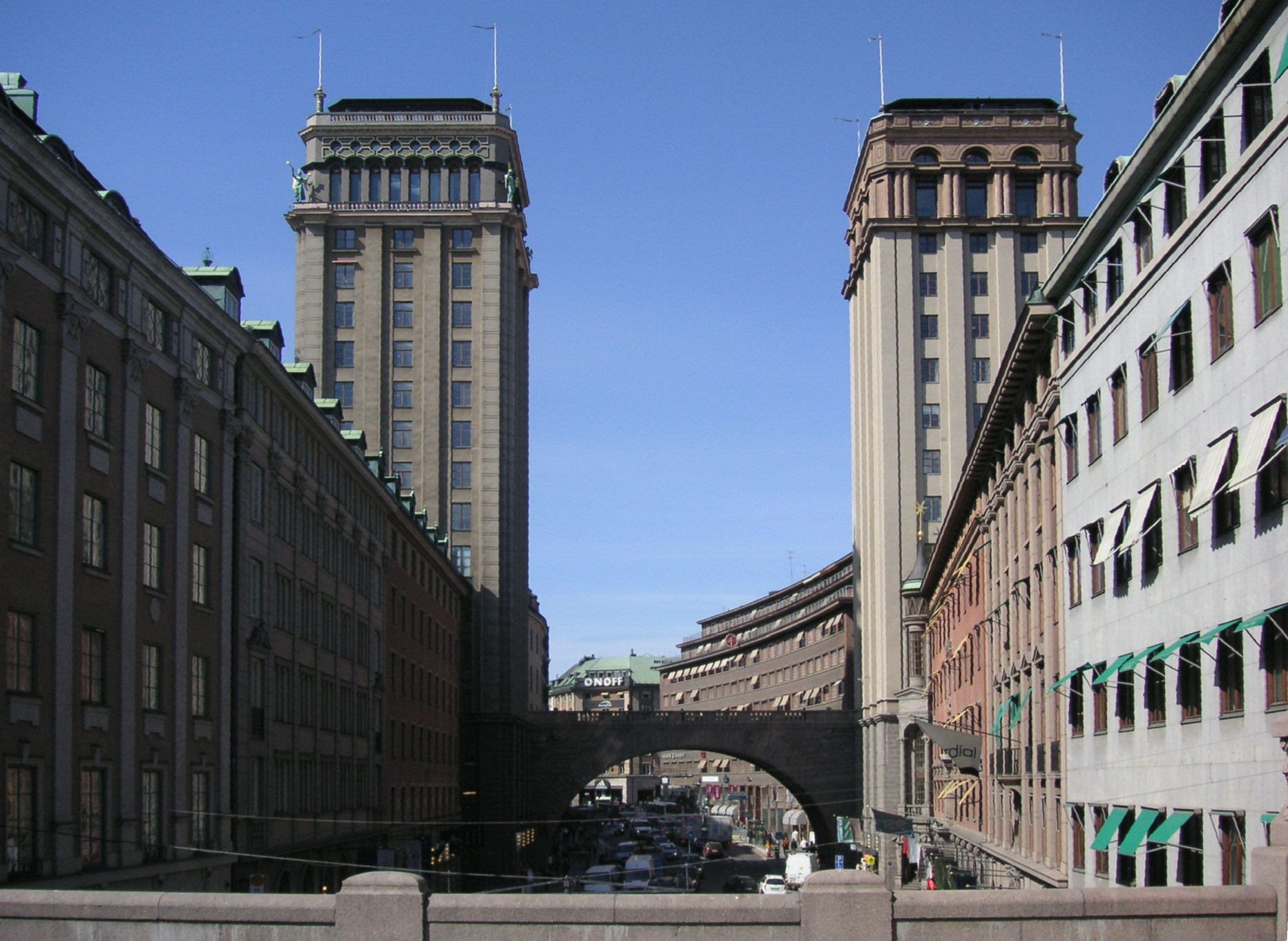
Malmskillnadsbron bakom Kungstornen 2008.

Malmskillnadsbron är en viadukt på Norrmalm i Stockholm, som leder Malmskillnadsgatan över Kungsgatan.
Malmskillnadsbron uppfördes i samband med att Kungsgatan anlades och invigdes 1911. Vid den tiden spände bron ensam över Kungsgatan, någon bebyggelse fanns inte utan bara en jordslänt längs norra och södra sidan av gatan. 
Malmskillnadsbron är utförd i betong med armerad valvplatta och vertikala betongväggar på sidorna, som kläddes med granitplattor, även broräcket är utförd av granit. Ursprungligen var körbanan belagd med storgatsten som sedan länge är utbytt mot asfalt. Undersidan av valvet är dekorationsmålad och belyst på nätterna.
Bron har en spännvidd av 24 meter och en bredd mellan räcken av 9,05 meter, varav körbanan utgör 5,55 meter. Förut kallades bron "Malmskillnadsgatans viadukt över Kungsgatan" sedan 1932 heter den Malmskillnadsbron. Malmskillnadsbron renoverades på 1980-talet, i samband med det målades brons undersida i ett vackert klassiskt mönster.
Under brovalvet vid Malmskillnadsbrons norra sida finns en minnestavla i gjuten brons med följande inskription:
| ” | ÅREN 1905–1911 GENOMBRÖTS BRUNKEBERGSÅSEN TILL SKILDA STADSDELARS FÖRENANDE GENOM KUNGSGATANS FRAMDRAGANDE DÄR FÖRR HÖTORGSGRÄNDEN OCH LUTTERNSGATAN LEDDE UPP TILL ÅSEN | „ |

## Bilder

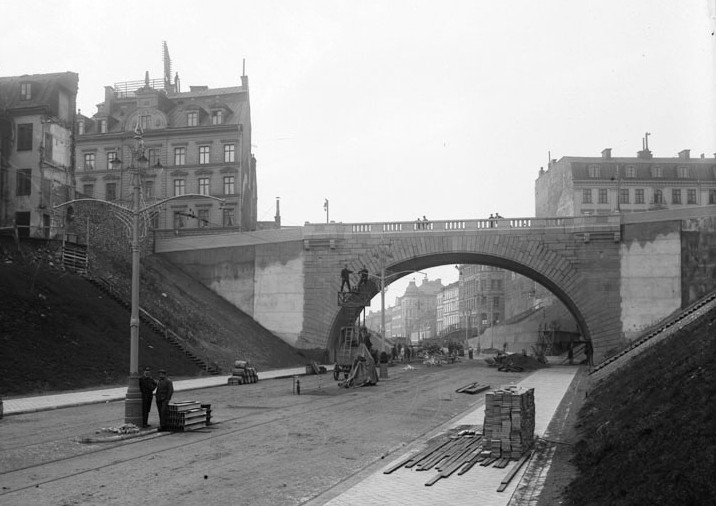
Kungsgatan västerut med bron 1911.
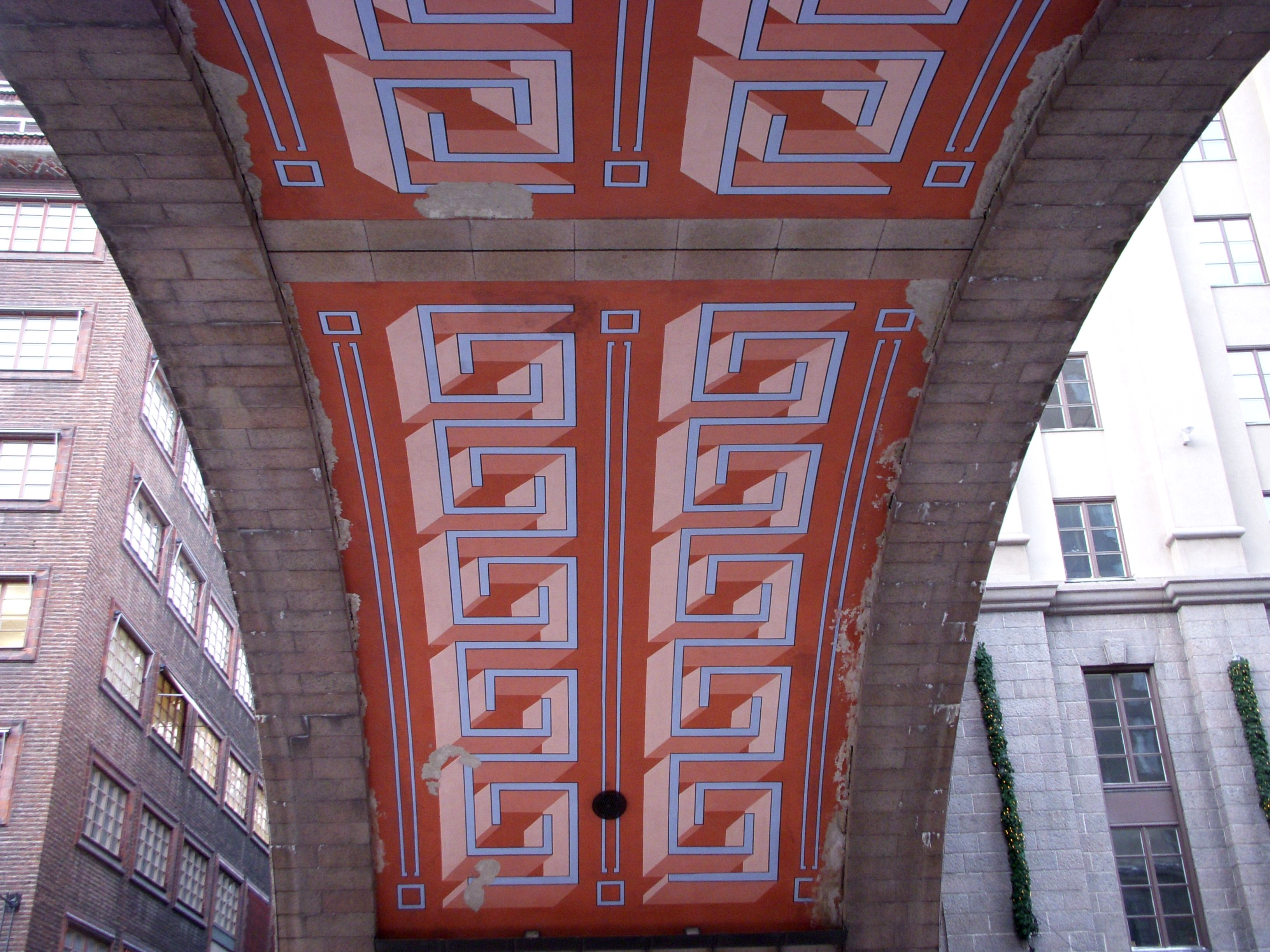
Malmskillnadsbrons målade valv 2010.
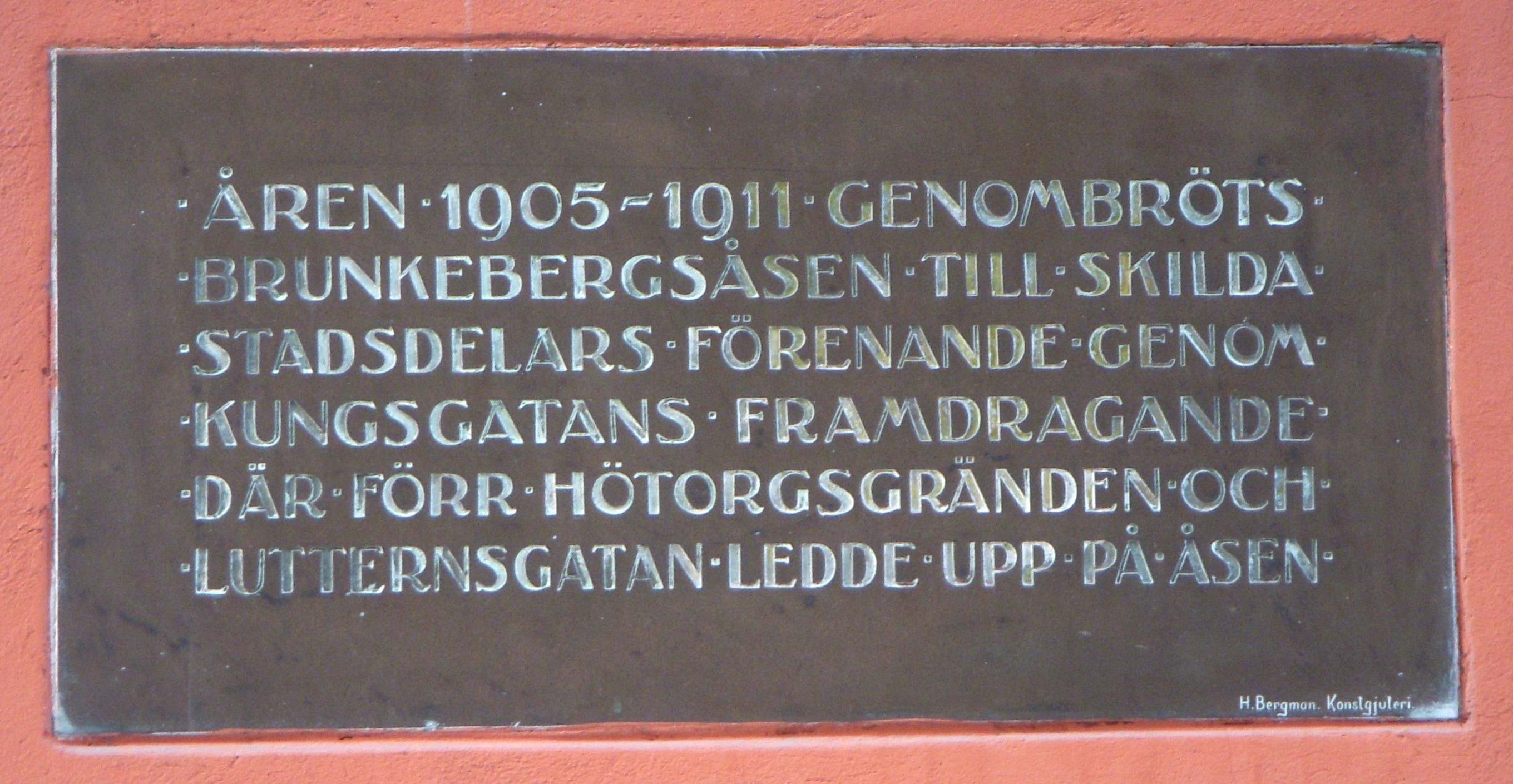
Minnestavla under brovalvet.
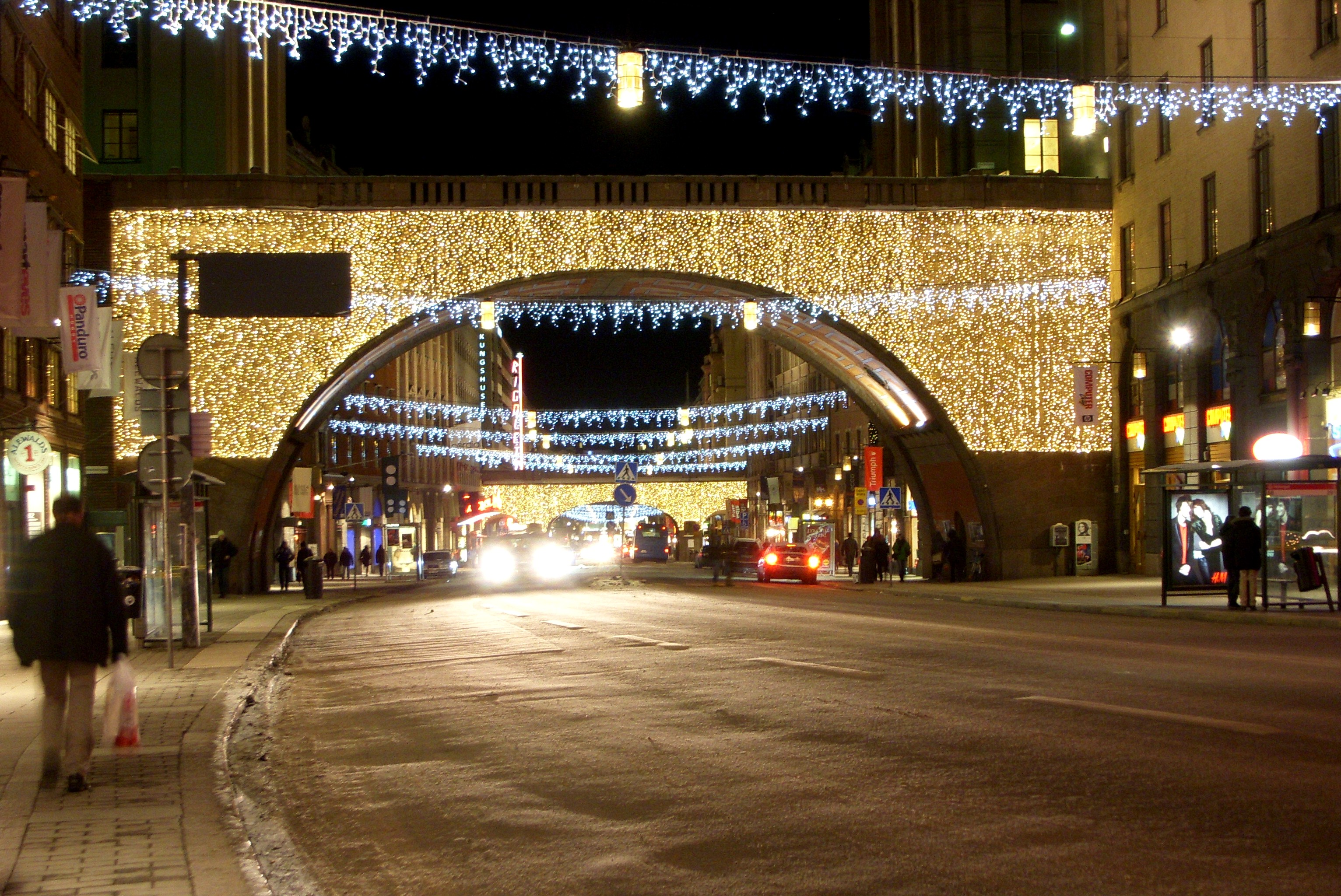
Julbelysning, december 2010.